# Lispocephala molokaiensis
Lispocephala molokaiensis är en tvåvingeart som beskrevs av Hardy 1981. Lispocephala molokaiensis ingår i släktet Lispocephala och familjen husflugor. Inga underarter finns listade i Catalogue of Life.